# پائوا
پائوا شهری در جمهوری آفریقای مرکزی و در بخش لیم-پنده است. این شهر زادگاه رئیس‌جمهور پیشین جمهوری آفریقای مرکزی، آنژ-فلیکس پاتاسه و ریاضی‌دان گاستون نگِرکاتا می‌باشد.

## تاریخچه
در سال ۱۹۹۴، خطوط برق به پائوا رسید.
پائوا و مناطق اطراف آن پس از حملات شورشیان و سربازان دولتی در سال‌های ۲۰۰۶ و ۲۰۰۷، به نوعی به یک شهر ارواح تبدیل شدند و بخش زیادی از جمعیت به جنگل یا اردوگاه‌های پناهجویان گریختند.
در ۲۸ مارس ۲۰۱۳، پائوا به‌دست شورشیان سِلِکا افتاد. در ژانویه ۲۰۱۴، این شهر توسط شورشیان گروه انقلاب و عدالت تصرف شد. در ۱۲ ژانویه ۲۰۱۸، نیروهای مینوسکا عملیات امبارانگا را برای تأمین امنیت شهر پائوا آغاز کردند و گروه‌های مسلح را وادار به عقب‌نشینی تا فاصلهٔ ۵۰ کیلومتری از شهر کردند. پس از آن، نیروهای مسلح جمهوری آفریقای مرکزی در ۲۸ ژانویه به این منطقه بازگشتند.
در دسامبر ۲۰۲۰، پائوا به‌عنوان مرکز بخش لیم-پنده تعیین شد.